# Nerone
Pour les articles homonymes, voir Nerone (homonymie).
Nerone est un opéra en trois actes du compositeur Pietro Mascagni (1935), sur un livret de Giovanni Targioni-Tozzetti, d'après la pièce Nerone (1872) de Pietro Cossa. L'œuvre se situe à l'époque de l'empereur Néron. L'opéra se termine par le suicide de Néron. La majeure partie de la musique est tirée d'un projet d'opéra Vistilia (1907), qui n'a pas abouti. La première a été faite le 16 janvier 1935 au Teatro alla Scala de Milan sous la direction de Mascagni lui-même.

## Rôles
| Personnages                            | Voix    | Distribution, 16 janvier 1935 (Chef d'orchestre: Pietro Mascagni) |
| -------------------------------------- | ------- | ----------------------------------------------------------------- |
| Atte, une femme libre                  | soprano | Lina Bruna Rasa                                                   |
| Claudio Cesare Nerone, empereur romain | ténor   | Aureliano Pertile                                                 |
| Clivio Rufo, sénateur                  | basse   | Duilio Baronti                                                    |
| Egloge, esclave grecque                | soprano | Margherita Carosio                                                |
| Epafrodìto, un homme libre             | baryton | Fabio Ronchi                                                      |
| Faònte, un homme libre                 | ténor   | Gino Del Signore (it)                                             |
| Icèlo, un centurion                    | ténor   | Giuseppe Nessi (en)                                               |
| Menècrate, acteur, ami de Nerone       | baryton | Apollo Granforte (en)                                             |
| Vinìcio, Préfet du prétoire            | baryton | Aristide Baracchi (it)                                            |
| Nevio, Préfet du prétoire              | ténor   | Ettore Parmeggiani                                                |
| Pastore (un pâtre)                     | ténor   | Nello Palai                                                       |
| Babilio, astrologue                    | basse   | Tancredi Pasero                                                   |
| Petronio, gladiateur retiré            | basse   | Giuseppe Noto                                                     |
| Mucrone, gladiateur retiré             | basse   | Luciano Donaggio                                                  |
| Eulogio, marchand d'esclaves           | basse   | Franco Zaccarini                                                  |

## Discographie
- 1986, Kees Bakels (dir.), Georgi Tcholakov, Lynne Strow Piccolo, Sigmund Cowan, Dino di Domenico, Zoltan Kovacs, Math Dirks, David Shapero, Harry Peeters, Radio Filharmonisch Orkest, Hilversum, Chœur de la Radio-télévision hollandaise, Bongiovanni
- 2001, Támas Pál (dir.), Mario Marchesi, Madelyn Renée Monti, Michele Porcelli, Leopoldo Lo Sciuto, Antonio Faieta, Rubén Martínez, Pierluigi Dilengite, Carlo Riccioli, Académie philharmonique romaine